# Syzygium congestiflorum
Syzygium congestiflorum är en myrtenväxtart som beskrevs av Ho Tseng Chang och Ru Huai Miao. Syzygium congestiflorum ingår i släktet Syzygium och familjen myrtenväxter. Inga underarter finns listade i Catalogue of Life.